# 東海湖
東海湖（とうかいこ、繁体字中国語: 東海湖）は、台湾にある人工湖。大肚台地の東側、東海大学の敷地内にある。東海牧場の傍にあり、面積は約1ヘクタール。湖の脇にはさまざまな種類の樹木や草花が植えられている。湖の中央には、哲学者の方東美を記念した「東美亭」という堂が建てられている。